# Обмін ключами
Обмін ключами (англ. key exchange, key establishment) — між користувачами дозволяє використання криптографічних алгоритмів. 
Якщо відправник і отримувач бажають обмінятись зашифрованими повідомленнями, кожен повинен мати відповідне спорядження для шифрування повідомлень до відсилання і розшифрування отриманих. Природа необхідного спорядження залежить від використовної техніки шифрування. Якщо вони використовують коди, обидва повинні мати копії одної книги кодів. Якщо звичайний шифр, вони потребуватимуть відповідні ключі. Якщо шифр симетричний, у обох мають бути  копії одного й того самого ключа. Якщо асиметричний, вони потребуватимуть відкриті ключі один одного.

## Проблема обміну ключами
Проблема обміну ключами полягає в обміні ключами або іншою інформацією так, щоб ніхто інший не міг отримати копію. Традиційно, це вимагає довіреного посильного або іншого безпечного каналу.